# Percina brevicauda
Percina brevicauda är en fiskart som beskrevs av Royal D. Suttkus och Bart, 1994. Percina brevicauda ingår i släktet Percina och familjen abborrfiskar. Inga underarter finns listade i Catalogue of Life.